# John Shelby Spong
John Shelby Spong (født 16. juni 1931, død 12. september 2021) var amerikansk teolog og præst / biskop i den anglikanske kirke (episkopal).
Spong regnes for en liberal teolog med kontroversielle synspunkter. Et fremtrædende tema i Spongs skrifter er at kristendommens grundlæggende ideer skal gen-tænkes for at passe med en postmoderne forståelse af verden. Han mente, at teismen har mistet troværdighed og at en mere panenteistisk gudsopfattelse er at foretrække.

## Spongs 12 teser til reformation af den kristne kirke (inkl. forord)
Reformationen i det 16. århundrede satte i virkeligheden ikke spørgsmålstegn ved noget af grundlaget i kristendommen. Katolikker og protestanter skændtes om mindre ting som “frelse ved tro alene” eller om der også hørte gerninger med, om regler vedr. præsteordinationen og lignende interne små magtproblemer. Det blev der ført grusomme krige om. Men Luther gjorde ikke noget forsøg på at reformulere den kristne tro for en ny tid.

En sådan reformulering er nødvendig i vor tid. Bibelen bygger på et forældet verdensbillede, hvor Jorden var verdens centrum, og hvor menneskeheden var under konstant tilsyn og opmærksomhed fra et guddommeligt faderligt ophav. Efter Newton og Charles Darwin står kirken stadig med et antikveret koncept af magi, mirakler og guddommelig intervention som forklaring på alting. Det er intellektuelt uantageligt, ja uvederhæftigt.

At Jesus kom til Jorden for at betale “løsepenge” for vore synder er også blevet et utroværdigt dogme og appellerer ikke til modne menneskers ansvarlighed. At ville fastholde gamle dogmer er blevet til tankeløs fundamentalisme. Mens flere og flere unge mennesker bekymrer sig om jordens fattige folk, tømmes kirkerne. Vi er kommet til et punkt i historien, hvor en ny og nok så gennemgribende reformation af kristendommen er afgørende nødvendig.

Luther satte sine forslag, sine “teser”, op på en kirkedør. Jeg sender mine teser ud på nettet i håb om at vække til debat.
1. Teismen som en vej til at definere Gud er død. Derfor er det meste teologiske snak om Gud uden mening. Vi må finde en ny måde at tale om Gud på.
2. Siden Gud ikke længere kan forstås i teistiske termer, er det blevet uden mening at prøve at opfatte Jesus som en inkarnation af den teistiske Gud. Den gamle kristologi er ubrugelig.
3. Den bibelske historie om den perfekte og færdige skabelse, fra hvilken mennesket faldt pga. synd, er post-darwinistisk nonsens.
4. Jomfrufødslen, forstået som noget biologisk, gør Kristi Guddommelighed, traditionelt opfattet, umulig.
5. Mirakel-historierne i Det Ny Testamente, overnaturlige begivenheder udført af en inkarneret Guddom, kan ikke længere godtages i en post-Newtonsk verden.
6. Opfattelsen af korsfæstelsen som et offer for verdens synd er en barbarisk ide, baseret på en primitiv fortolkning af Gud, den bør fjernes.
7. Genopstandelsen er en guddommelig akt. Jesus genopstod hos Gud og ikke i en jordisk fysisk forstand.
8. Historien om en opstigning til en himmel forudsætter et tredelt univers og kan derfor ikke overføres til en post-kopernikansk rumalder.
9. Der er ikke nogen ydre, objektiv, åbenbaret moralkodeks, nedskrevet på sten eller andet, som skal regulere vor etiske adfærd for al tid.
10. Bøn kan ikke være en anmodning til en teistisk guddom om at gribe ind i menneskenes historie på en særlig måde.
11. Håbet om et liv efter døden må adskilles for altid fra den adfærdskontrollerende forestilling om belønning og straf. Kirken må derfor ikke basere sig på skyld som motivation for ret adfærd.
12. Alle mennesker bærer i sig Guds billede og må respekteres for, hvad hver person er. Derfor må ingen ydre kendetegn, hvad enten det er baseret på race, etnicitet, køn eller seksuel orientering, bruges som basis for udelukkelse eller diskrimination.

## Biografi
Spong blev kandidat fra University of North Carolina i 1952 og fik teologisk 'master degree' i 1955 fra
Protestant Episcopal Theological Seminary i Alexandria, Virginia, herfra blev han endvidere doktor i teologi.
Fra 1955 til 1976 virkede han som præst i en række episkopale sydstatskirker (i bibelbæltet) indtil han i 1976 blev biskop i den episkopale kirke, i Newark, New Jersey.
Spong har også undervist og holdt foredrag på en række universiteter og teologiske institutioner, heriblandt Harvard Divinity School. Han blev pensioneret i 2000.

## Bøger
I dansk oversættelse
- 2004 – En ny kristendom i en ny verden, Forlaget ANIS, ISBN 87-7457-331-4

Originalsprog
- 1973 – Honest Prayer
- 1974 – This Hebrew Lord, ISBN 0-06-067520-9
- 1975 – Christpower
- 1975 – Dialogue: In Search of Jewish-Christian Understanding, ISBN 1-878282-16-6
- 1976 – Life Approaches Death: A Dialogue on Ethics in Medicine
- 1980 – The Easter Moment, ISBN 1-878282-15-8
- 1983 – Into the Whirlwind: The Future of the Church, ISBN 1-878282-13-1
- 1986 – Beyond Moralism: A Contemporary View of the Ten Commandments (medforfatter: Denise G. Haines, Archdeacon), ISBN 1-878282-14-X
- 1987 – Consciousness and Survival: An Interdisciplinary Inquiry into the possibility of Life Beyond Biological Death (redigeret af John S. Spong), ISBN 0-943951-00-3
- 1988 – Living in Sin? A Bishop Rethinks Human Sexuality, ISBN 0-06-067507-1
- 1991 – Rescuing the Bible from Fundamentalism: A Bishop Rethinks the Meaning of Scripture, ISBN 0-06-067518-7
- 1992 – Born of a Woman: A Bishop Rethinks the Birth of Jesus, ISBN 0-06-067523-3
- 1994 – Resurrection: Myth or Reality? A Bishop's Search for the Origins of Christianity, ISBN 0-06-067546-2
- 1996 – Liberating the Gospels: Reading the Bible with Jewish Eyes, ISBN 0-06-067557-8
- 1999 – Why Christianity Must Change or Die: A Bishop Speaks to Believers In Exile, ISBN 0-06-067536-5
- 2001 – Here I Stand: My Struggle for a Christianity of Integrity, Love and Equality, ISBN 0-06-067539-X
- 2002 – A New Christianity for a New World: Why Traditional Faith Is Dying and How a New Faith Is Being Born, ISBN 0-06-067063-0
- 2005 – The Sins of Scripture: Exposing the Bible's Texts of Hate to Reveal the God of Love, ISBN 0-06-076205-5
- 2007 – Jesus for the Non-Religious, ISBN 0-06-076207-1

## Ekstern henvisning
- Spongs hjemmeside Arkiveret 18. februar 2006 hos  Wayback Machine